# Certonotus geniculatus
Certonotus geniculatus là một loài tò vò trong họ Ichneumonidae.